# Американские подкожные оводы
Американские подкожные оводы (лат. Cuterebrinae) — подсемейство паразитических двукрылых насекомых из семейства оводов (Oestridae), распространённое в Северной и Южной Америке. Личинки развиваются под кожей опоссумов, обезьян-ревунов, грызунов и зайцеобразных.

## Внешнее строение
Средние и крупных размеров (до 30 мм) коренастые мухи, похожие на падальных мух или шмелей. Ариста голая или перистая (Cuterebra). Брюшко металлически блестящее синее (Dermatobia hominis) или чёрное без блеска.

## Биология
Личинки всех видов паразитируют под кожей млекопитающих. Хозяевами рода Cuterebra являются опоссумы, мышеобразые и белкообразные грызуны, а также зайцеобразные родов Ochotona, Lepus and Sylvilagus. Личинки Cuterebra baeri поражают обезьян-ревунов. Известны случаи паразитизма Cuterebra на человеке, однако развитие личинок останавливается на поздних стадиях. Вид Dermatobia hominis паразитирует на человеке, диких и домашних животных, включая птиц (туканы и индюки). Для родов Andinocuterebra, Metacuterebra и Pseudogametes хозяева не известны. Яйца откладываются Cuterebra в местах обитания хозяев. Уникальный способ распространения яиц характерен для Dermatobia hominis. В большинстве случаев они откладывают яйца на кровососущих комаров, мошек или мух семейств Anthomyiidae, Calliphoridae, Fanniidae, Muscidae, Sarcophagidae, and Tabanidae, а те в свою очередь переносят яйца на позвоночных-хозяев. При нормальных условиях личинки рода Cuterebra из яиц появляются через 7—10 дней. Однако при неблагоприятных условиях развитие яйца замедляется. У некоторых видов они сохраняют жизнеспособность в течение 6—10 месяцев. Стимулом к вылуплению яиц служит увеличение температуры от тела хозяина. Личинки либо некоторое время мигрируют под кожей (Cuterebra), либо остаются в месте проникновения (Dermatobia hominis). Продолжительность развития личинок составляет от 19 (Cuterebra fontinella) до 72 дней (Cuterebra rufricrus). Имаго выходят обычно в утренние часы. Соотношение полов вылетевших мух обычно 1:1, но для вида Cuterebra approximata отмечено преобладание самцов над самками в отношении 2:1. Для самцов отмечено образование скоплений и территориальное поведение. Самки Cuterebra откладывают яйца кучками по 5—15 штук и способна совокупно отложить от 1000 до 3000 яиц. Плодовитость Dermatobia hominis — от 800 до 1000. Яйца развиваются 4—9 дней. Продолжительность жизни самок Cuterebra jellisoni 10 дней, у самцов — 5 дней.

## Классификация
Известно 83 вида из 6 родов:
Триба Cuterebrini
- Andinocuterebra Guimarães, 1984 — 1 вид
- Cuterebra Clark, 1815 — 72 вида
- Rogenhofera Brauer, 1863 — 6 видов

Триба Dermatobiini
- Dermatobia Brauer, 1861 — 1 вид

Триба Pseudogametini
- Metacuterebra Brau, 1929 — 1 вид
- Pseudogametes Bischof, 1900 — 2 вида

## Цитогенетика
Кариотип у изученных видов (Cuterebra emasculator и Dermatobia hominis) состоит из шести пар хромосом.

## Палеонтология
Ископаемые останки личинок трёх видов оводов родов Cuterebra и Dermatobia найдены в отложениях эоцена в штате Колорадо (США) возрастом 50,3 миллионов лет.